# Vitória Futebol Clube
Pour les articles homonymes, voir Vitória.
Maillots
Le Vitória Futebol Clube est un club brésilien de football basé à Vitória, dans l'État d'Espírito Santo.

## Palmarès
- Championnat de l'Espírito Santo (9) :
  - Champion : 1932, 1933, 1943, 1950, 1952, 1956, 1976, 2006, 2019

- Coupe du Président/Coupe de Corée
  - Vainqueur en 1979